# Joan Brossa
Joan Brossa i Cuervo [ katalánsky: ʒuˈam ˈbɾɔsə i ˈkwervu ] (19. ledna 1919, Barcelona – 30. prosince 1998, tamtéž) byl spisovatel, dramatik, grafik a plastický umělec, nejvýznamnější katalánský avantgardní básník 20. století.
Příležitostně začal psát již během španělské občanské války v letech 1936–1939. Po návratu do Barcelony se seznámil s umělci J. V. Foixem, Joanem Miróem a Joanem Pratsem. Díky jejich radám a neosurrealistickým vlivům začal psát sonety, ódy a sestiny (více než 80 knihy), a dramata, která nazýval „scénickou poezií“ (více než 350 divadelních kusů). V roce 1941 vytvořil své první vizuální básně v souladu s futuristickými parametry. Z roku 1943 pochází jeho první objet trouvé, z roku 1951 je jeho první spojení předmětů, které k sobě zdánlivě nepatří, a z roku 1956 jeho první instalace (ve výloze obchodu). V roce 1947 založil společně s Antonim Tàpiesem, Modestem Cuixartem, Joanem Ponçem, Arnauem Puigem a Joanem Josepem Tharratsem časopis Dau al Set.
Od roku 1950, také díky setkání s brazilským básníkem Joãoem Cabralem de Melo, se Brossova poezie (počínaje knihou Em va fer Joan Brossa, „Joan Brossa udělal mne“) obrací k sociální tematice. Během 60. let experimentoval s vizuální poezií a s objekty a tuto oblast již nikdy zcela neopustil. Současně začal spolupracovat s umělci jako byli Tàpies a Miró a postupně i s výtvarníky všech generací. Od jeho první souborné výstavy v Nadaci Joana Miróa v Barceloně (1986) se výstavy staly stálou součástí básníkova projevu. Jedna z nich, pořádaná v madridském Museo Nacional Centro de Arte Reina Sofía v roce 1991, mu přinesla mezinárodní věhlas. Jeho díla se dostala i mimo galerie prostřednictvím tzv. „zhmotněných básní“, jako například Poema visual transitable en tres parts („Průjezdný vizuálný báseň do trojka část“) na barcelonském velodromu (1984). Jeho záliba ve výtvarném umění ovšem nepřerušila jeho literární produkci.
V oblasti scénických umění se věnoval psaní her již od 40. let. Později přešel i k jiným paradivadelním žánrům, mezi nimi k monologům, baletu a koncertům, z nichž stojí za zmínku především ty, na nichž spolupracoval s Josepem M. Mestresem Quadrenym a Carlesem Santosem. Psal také divadelní hry, libreta k operám a scénáře k filmům.
Na mezinárodní úrovni je významná jeho účast na Bienále v São Paulu v roce 1993 a v Benátkách v roce 1997, na výstavách v Mnichově v r. 1988, v New Yorku v r. 1989, v Céretu a v Collioure v r. 1991, v Londýně v r. 1992, v Mexiku D. F. a v Monterrey v r. 1997, v Kasselu a v Goppingenu v r. 1998 nebo v Göteborgu v r. 1999. Po jeho smrti se v roce 2001 v Nadaci Joana Miróa v Barceloně konala velkolepá výstava, která definitivně stvrdila jeho význam. V letech 2005–2011 další velká souborná výstava navštívila různá města v Chile, Brazílii, Argentině, Portugalsku, Španělsku, Rakousku, Česku, Švédsku, Francii, Německu, Polsku, Mexiku a opět Francii. Jeho literární dílo bylo přeloženo do více než patnáct jazyků.
V posledních letech života obdržel ocenění za všechny žánry a od mnoha různých institucí. Byl vyznamenán UNESCO „Picasso Medaili“ (1986).
V roce 2012 obrovský dědictví Joan Brossa (více než 60.000 kusů) byla uložena na MACBA, Muzeum současného umění v Barceloně.

## Dílo
- Seznam děl v Souborném katalogu ČR, jejichž autorem nebo tématem je Joan Brossa